# Anna Gonzaga
Anne Gonzaga (Anne Marie; 1616 – 6 iulie 1684) a fost o nobilă italo-franceză. A fost fiica cea mică a Ducelui Carol I de Mantua și Montferrat și a Caterinei de Lorena. Prin căsătorie Anne a devenit Prințesă Palatină ca soție a lui Eduard, Conte Palatin de Simmern, un nepot al regelui Iacob I al Angliei și unchi al regelui George I al Marii Britanii.

## Biografie
Anne Marie de Gonzaga s-a născut la Paris într-o ramură franceză a Casei de Gonzaga, care a domnit în Mantua în nordul Italiei. A locuit și trăit în principal în Franța. Ea a fost fiica cea mică din cei șase copii ai Ducelui și Ducesei de Mantua. A avut trei frați, inclusiv Carol al II-lea Gonzaga, și două surori, dintre care cea mare a devenit regină a Poloniei. Mama ei, Caterina, care aparținea Casei de Lorena, a murit în 1618, când Anne avea doar doi ani. Inițial familia hotărâse ca ea să devină călugăriță însă decesul tatălui în 1637 a eliberat-o de această obligație și Anne a pornit în aventuroasa ei viață. 
S-a îndrăgostit de vărul pe linie maternă, Henric al II-lea, Duce de Guise; mai târziu ea a pretins că au avut o căsătorie secretă în 1639, lucru pe care el l-a negat. În 1640, Anne s-a deghizat ca bărbat ca să i se alăture la Sedan, dar el a renunțat la ea anul următor, în 1641. Ea l-a dat în judecată cerând recunoașterea ca soție a lui.

### Căsătorie
La 24 aprilie 1645, la Paris, Anne s-a căsătorit, cu mare entuziam, cu Eduard, Conte Palatin de Simmern, un nobil german în vârstă de 19 ani, fără bani și mai tânăr ca ea cu 9 ani.
Anne și Eduard au avut trei fete:
1. Louisa Maria (23 iulie 1647 – 11 martie 1679). Căsătorită cu Charles Theodore, Prinț de Salm; au avut copii.
2. Anne Henriette Julie, Prințesă Condé (23 iulie 1648 – 23 februarie 1723). Căsătorită cu Henri Jules, Prinț de Condé, au avut copii;
3. Benedicta Henrietta (14 martie 1652 – 12 august 1730). Căsătorită cu Johann Frederic, Duce de Brunswick-Lüneburg; au avut copii.

Potrivit istoricului italian  G.B.Intra, Anne "a avut unul dintre cele mai strălucite saloane în primii ani ai domniei lui Ludovic al XIV-lea".
Căsătoria celei de-a doua fiice cu Henri Jules, Prinț de Condé, duce d'Enghien a venit să restaureze poziția ei; Henri Jules, fiul Marelui Condé, era un văr al regelui Ludovic al XIV-lea și unul dintre bărbații cu cel mai înalt rang la curte. Sora ei, regina poloneză Marie Louise Gonzaga (poloneză Ludwika Maria), a desemnat-o pe Anne Henriette  ca moștenitoare a ei și s-a angajat să sprijine candidatura ducelui de Enghien la tronul polonez.
Prințesa Anne a reușit să-ți căsătorească fiica cea mică, Bénédicte (uneori Benedicta sau Benedictine), cu Ducele de Brunswick și Hanovra. Prințesa Palatină a fost  confidenta lui Philippe d'Orléans (fratele regelui Ludovic al XIV-lea), pentru care a aranjat a doua lui căsătorie (cu nepoata Liselotte de nouăsprezece ani a soțului ei).

## Biografie
- Williams, George L. Papal Genealogy: The Families and Descendants of the Popes. Jefferson, North Carolina and London: McFarland, 2004.